# سن نو ریکیو

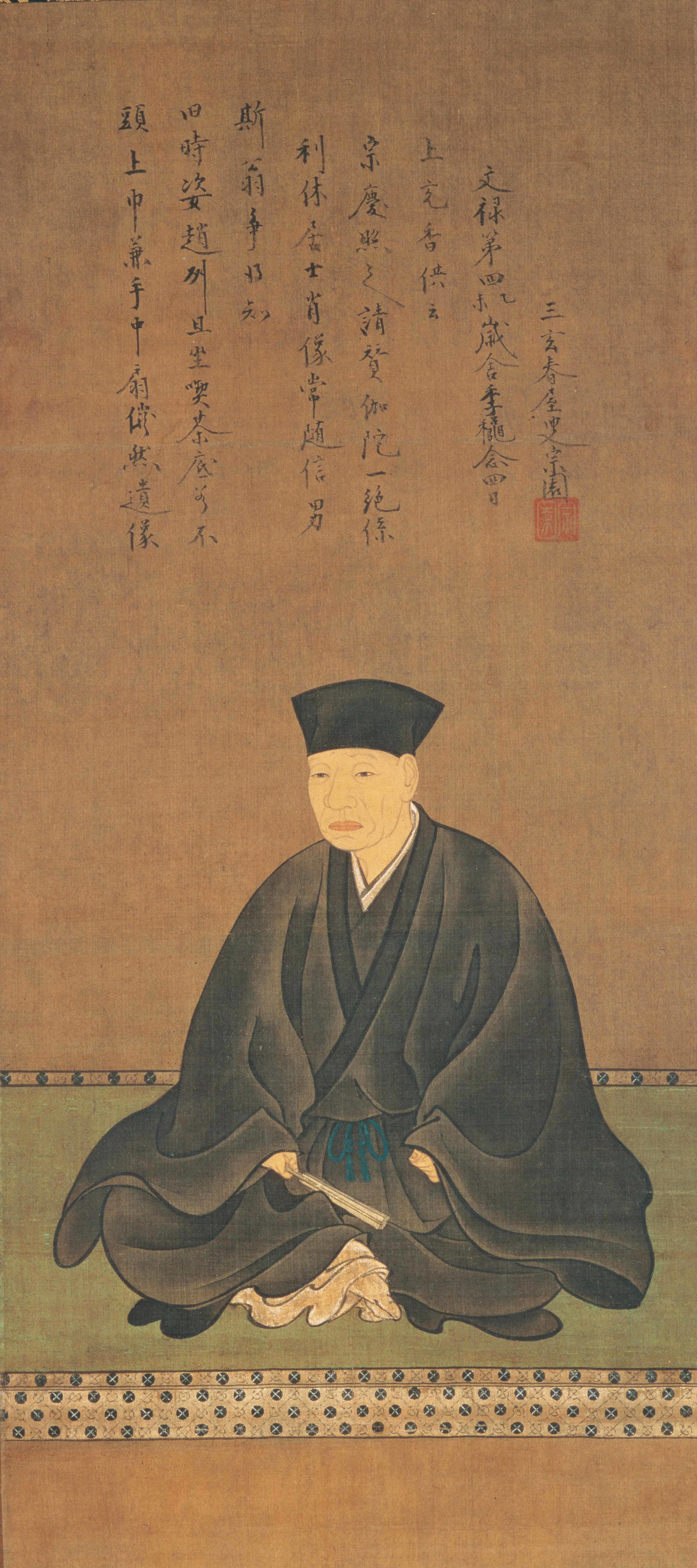
تصویری که هاسه‌گاوا توهاکو از سن نو ریکو کشیده‌است.

سن نو ریکیو (به ژاپنی: 千利休 Sen no Rikyū) (۱۵۲۲ – ۲۱ آوریل، ۱۵۹۱) به اختصار ریکیو نامیده می‌شود. یک شخصیت تاریخی است که بیشترین نفوذ را در مراسم چای ژاپنی، به ویژه سنت وابی-چا داشته‌است.

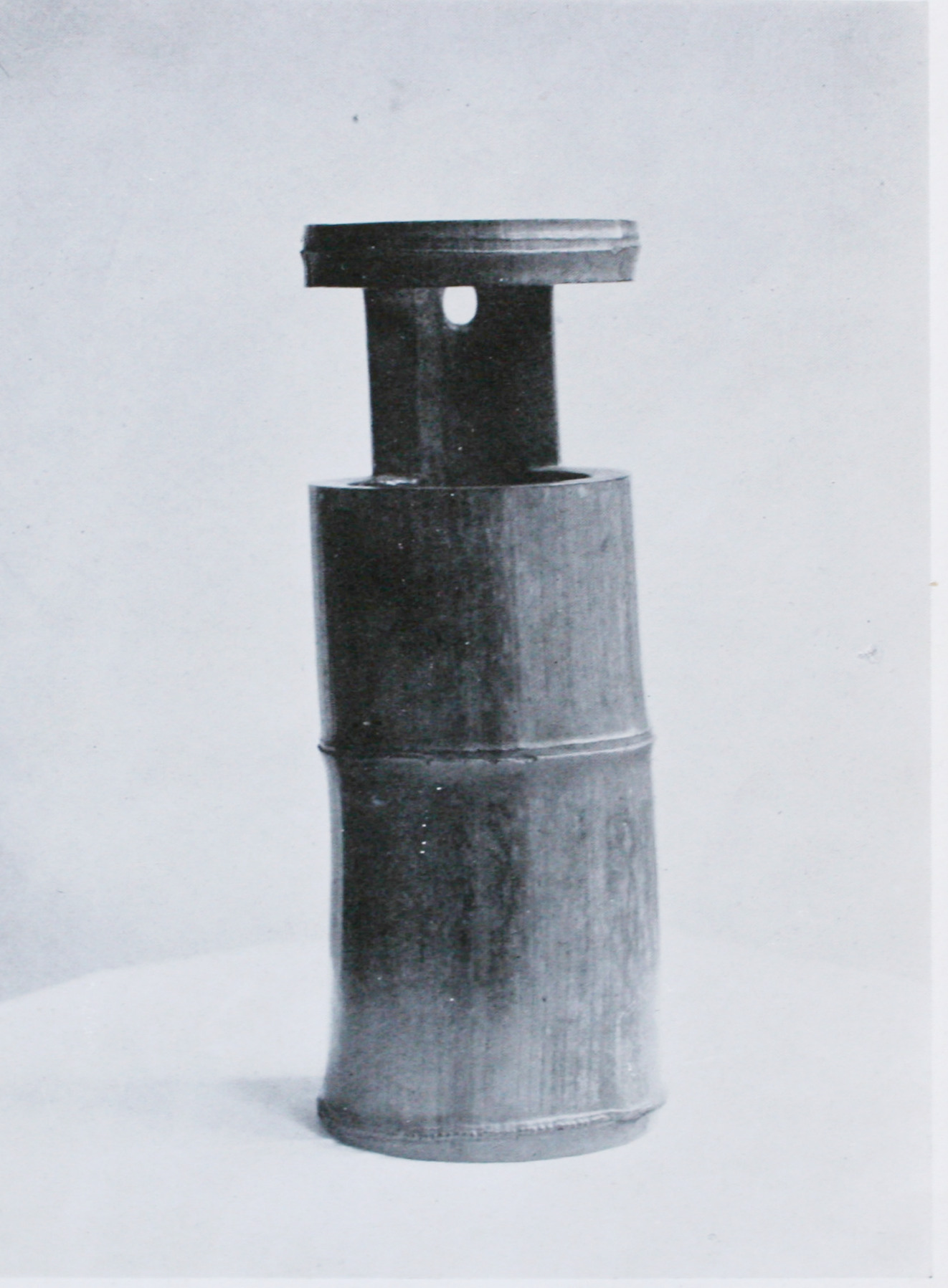
گلدان ساخته شده از بامبو که توسط سن نو ریکیو ساخته شده‌است

پیشهٔ پدربزرگ وی در زمان شوگون‌سالاری آشیکاگا در ارتباط با مراسم چای بود به همین علت از کودکی با این مراسم آشنایی داشت. در سال ۱۵۴۰ از تاکه‌نو جوئو مراسم چای را آموخت و نام بودایی سواِکی (宗易 そうえき) را برگزید. در این زمان سبکی از مراسم چای را ایجاد کرد که اربابان و مهمانان بدون توجه به طبقه اجتماعی در محیطی آرامبخش می‌توانستند با احترام متقابل به گفتگو بنشینند. از آنجائیکه وی اهمیت ویژه‌ای برای وابی سابی قائل بود سبک مراسم چای وی وابی-چا خوانده می‌شود. در سال ۱۵۶۹ به همراه دو تاجر دیگر چای از ساکای، ایمای سوکیو و تسودا سوگیو به خدمت اودا نوبوناگا درآمد و مسئول مراسم چای اودا نوبوناگا شد. پس از مرگ وی در سال ۱۵۸۲ و پیروزی تویوتومی هیده‌یوشی در نبرد یامازاکی به خدمت وی درآمد. در سال ۱۵۸۴ در محوطه باغ قلعه اوساکا چایخانه خود را ساخت. از این به بعد به ساخت لوازم مراسم چای مانند راکو واره یا گلدان‌هایی از جنس بامبو و غیره مشغول شد. در سال ۱۵۸۵ مراسم چای را در محوطه دربار امپراتور اوگیماچی انجام داد. در این مراسم مردم عادی حق شرکت نداشتند به همین علت از طرف امپراتور عنوان بودایی ریکیو به وی اهدا شد که مقام اجتماعی وی را بالا می‌برد. در سال ۱۵۸۷ وی مراسم بزرگ چای کیتانو را برگزار کرد که به عنوان یک رویداد تاریخی از آن یاد می‌شود. در همین سال در محل زندگی جدید هیده‌یوشی در قصر جوراکودای چایخانه خود را ساخت و سبک خود را در طراحی باغ قصر به کار برد. نقش ریکیو در رژیم تویوتومی تنها در زمینه مراسم چای نبود. وی در هنگام مراسم چای با اشخاص بسیاری به گفتگو می‌نشست و رابط میان آنان و هیده‌یوشی بود. همچنین هیده‌یوشی در بسیاری از امور با وی مشاورت می‌کرد و از سیاست تا امور خارجی نظرات وی را مورد توجه قرار می‌داد. اوتومو سورین دایمیویی مسیحی اهل کیوشو که از قلعه اوساکا دیدن کرده بود، در این باره گفته‌است، بجز ریکیو کس دیگری نیست که بتواند گفتگوی صریح با هیده‌یوشی داشته باشد. در سال ۱۵۹۱ ناگهان ریکیو مورد خشم هیده یوشی قرار گرفت و ابتدا به وی دستور خانه نشینی در ساکای داده شد. هر چند اشخاصی مانند مائدا توشی‌ایه، فوروتا اوریبه و هوسوکاوا تادائوکی به قصد وساطت و نجات جان وی وارد عمل شدند اما تلاش آنان سودی نداشت. ریکیو به کیوتو فراخوانده شد و دستور انجام هاراکیری در قصر جوراکودای به وی داده شد. وی در هنگام مرگ ۷۰ سال داشت. پس از مرگ سر وی جدا شد و در دایتوکو-جی آویزان شد. تاکنون مشخص نشده‌است که چه عاملی تا این حد خشم هیده‌یوشی را نسبت به ریکیو برانگیخته است. در این مورد نظریه‌های متفاوتی وجود دارد.
- ساخته شدن یک مجسمه چوبی که صندل به پا داشت و قرار داده شدن این مجسمه بر طبقه دوم در ورودی معبددایتوکو-جی در حالیکه هیده‌یوشی مجبور بود برای ورود به معبد از این در عبور کند. همین موجب خشم شدید هیده‌یوشی شد.
- هیده‌یوشی به سبک وابی-چا بی‌علاقه بود. روزی به ریکیو دستور استفاده از اتاق چای طلا را داد اما ریکیو بی‌اعتنا به وی از چاوان و شیگاراکی واره که ساخت دست خود بود استفاده کرد. همین موجب خشم شدید هیده‌یوشی شد.
- تفاوت دیدگاه‌های وی در مورد مراسم چای با هیده‌یوشی
- به علت غروری که در ریکیو بود و از اصول دین بودایی سرچشمه می‌گرفت.
- شک و تردید هیده‌یوشی در مورد فروش وسایل چای ارزان قیمت به قیمت بالا برای نفع شخصی
- خودسری وی در مورد جابجایی چوزوباچی و دیگر سنگ‌های باغ قصر جوراکودای
- مخالفت ریکیو با حمله به کره
- رد کردن پیشنهاد به خدمت گرفتن و ازدواج هیده‌یوشی با دختر خود
- ارتباط با توکوگاوا ایه‌یاسو و ریختن زهر در چای هیده‌یوشی[۱]